# Russische Wirtschaftskrise 2015
Aufgrund einer Reihe verschiedener Faktoren ist die russische Wirtschaft 2015 in eine schwere Rezession gerutscht. Die Krise begann schrittweise, mit dem Absturz des Russischen Rubels und Kurseinbrüchen an der Moskauer Börse, seit Herbst 2014 war auch die Realwirtschaft betroffen.

## Auslöser

### Einbruch der Ölpreise
Ende des Jahres 2014 und Anfang 2015 kam es zu einem starken Einbruch des Ölpreises auf dem internationalen Markt, er sank von 110 USD Anfang 2014 auf 59 USD Ende 2014 und erreichte mit unter 30 USD im Januar 2016 seinen Tiefpunkt. Die Gründe des Absturzes sind die zunehmende Gewinnung von Erdöl in den USA durch Fracking, die geringere Nachfrage auf Grund eines geringeren Wirtschaftswachstums vor allem in China und Lateinamerika und die Tatsache, dass die OPEC-Staaten auf eine Senkung der Fördermengen verzichtet haben. Da Russland die Gaspreise an die Ölpreisentwicklung gekoppelt hat, ist auch das zweite wichtige Exportgut von diesem Rückgang stark betroffen.
Insgesamt ist die russische Wirtschaft stark vom Export von Öl, Gas und ihren verarbeiteten Produkten abhängig, so entfielen im Jahr 2013 68 % aller Exporte auf diesen Bereich. Aufgrund der starken Konzentration leidet die Realwirtschaft natürlich stark unter dem Preisverfall auf dem Weltmarkt.

### Russisch-Ukrainischer Krieg
Anlässlich der russischen Kriegs in der Ukraine und der Annexion der Krim durch Russland beschlossen sowohl die Europäische Union als auch die USA Sanktionen gegen Russland, welche sich vor allem auf den russischen Bankensektor, die Ölindustrie und die Importe von Rüstungsgütern konzentrieren. Gleichzeitig reagierte Russland mit Importbeschränkungen, welche vor allem landwirtschaftliche Erzeugnisse der EU, USA, Australiens, Norwegens und Kanadas betreffen. Im Dezember 2015 wurden die Sanktionen seitens der USA noch einmal verschärft.

## Verlauf
Im Zuge der Wirtschaftskrise in Russland verringert sich auch die Wirtschaftsleistung des Landes. Nachdem das BIP 2013 nur um moderate 1,3 % gewachsen war, schrumpfte das Wachstum 2014 auf nur noch 0,6 % zusammen. Für die Jahre 2015 und 2016 sagte der Internationale Währungsfonds (IWF) für Russland zunächst einen Rückgang des BIP um 3,7 % und 1,8 % voraus. Im Juli 2016 wurde Prognose für 2016 leicht nach oben korrigiert und für 2017 wurde sogar wieder ein Plus vorhergesagt.
Starke Auswirkungen hatte die Krise auf den russischen Automobilmarkt. Nach dem Jahr 2012 mit den meisten Verkäufen (zirka 3 Millionen) sanken die Absatz-Zahlen und erreichten 2016 trotz einer Erholung erst die Hälfte der Zahl von 2012. Die folgende Tabelle gibt eine Übersicht über Absatzzahlen in Russland nach 2011:
| Jahr | Januar  | Februar | März    | April   | Mai     | Juni    | Juli    | August  | September | Oktober | November | Dezember |
| ---- | ------- | ------- | ------- | ------- | ------- | ------- | ------- | ------- | --------- | ------- | -------- | -------- |
| 2011 | 127.564 | 165.518 | 223.429 | 235.711 | 235.170 | 246.429 | 224.620 | 224.764 | 235.552   | 240.865 | 239.539  | 251.414  |
| 2012 | 154.406 | 206.873 | 252.816 | 266.267 | 260.944 | 272.125 | 255.560 | 258.761 | 259.582   | 253.732 | 240.32   | 253.158  |
| 2013 | 162.077 | 210.666 | 244.030 | 245.334 | 229.670 | 241.346 | 234.569 | 213.915 | 246.895   | 234.481 | 231.982  | 264.257  |
| 2014 | 152.662 | 206.476 | 243.335 | 226.526 | 201.487 | 199.398 | 180.767 | 172.015 | 197.233   | 211.365 | 229.439  | 270.653  |
| 2015 | 115.390 | 128.298 | 139.850 | 132.456 | 125.801 | 140.161 | 131.087 | 138.670 | 140.867   | 129.958 | 131.572  | 146.963  |
| 2016 | 81.849  | 111.145 | 125.917 | 121.272 | 107.665 | 122.633 | 109.410 |         |           |         |          |          |

Um den massiven Markteinbruch im Automobilsektor abzumildern, führte Russland im September 2014 eine Abwrackprämie in Gesamthöhe von 190 Mio. € ein. Bei dieser Prämie gibt es einen staatlichen Zuschuss von bis zu 1000 € pro Auto, aber nur wenn dieses in Russland produziert wurde.
Trotz dieser Maßnahmen brach der Automarkt in Russland weiterhin deutlich ein. Im November 2014 erklärte die spanische Automarke Seat, sich vom russischen Markt zurückzuziehen. Bisher produzierte Seat keine Fahrzeuge in Russland, sondern exportierte diese nur dorthin.
Im März 2015 erklärte Opel seine Geschäftsaktivitäten in Russland einzustellen, das GM-Werk in St. Petersburg wurde Mitte des Jahres geschlossen. Daraufhin legte die Regierung ein Sofortprogramm in Höhe von 167 Mio. € auf, um die Abwanderung weiterer Autohersteller zu verhindern. Als zusätzliche Unterstützung für die Autoindustrie wurde im August 2015 beschlossen, die Euro-5-Abgasnorm erst im Herbst 2017 einzuführen, ursprünglich war Januar 2016 dafür vorgesehen. Trotzdem stoppte der japanische Autokonzern Toyota wenige Tage später die Produktion des Toyota Land Cruiser im russischen Werk in Wladiwostok, welches daraufhin geschlossen wurde.
Im dritten Quartal 2015 musste das russische Wirtschaftsministerium bekannt geben, dass die Wirtschaftsleistung im dritten Quartal um insgesamt 4,1 % zum Vorjahr geschrumpft war. Aufgrund des niedrigen Ölpreises und der deshalb drastisch sinkenden Staatseinnahmen kürzte die Regierung den Staatshaushalt 2016 um mindestens 5,9 Mrd. €.
Vom 9. bis 17. Juni 2016 musste der US-Hersteller Ford die Produktion im russischen Werk Wsewoloschsk stoppen, Grund war die extrem niedrige Nachfrage. Für Juli 2016 wurde ein Produktionsstopp in St. Petersburg geplant.
Nach Angaben der russischen Steuerbehörden haben von den 6000 in Russland ansässigen deutschen Unternehmen allein 2015 etwa 400 das Land verlassen. Dennoch konstatierte das deutsche Außenministerium im Oktober 2016 positiv, dass die verbleibenden Unternehmen die Krise überstanden hätten.

## Belege
1. ↑  Who's afraid of cheap oil, The Economist, January 23rd 2016
2. ↑  http://www.finanzen.net/rohstoffe/oelpreis
3. ↑  Exporthandel: Russlands Exporte fußen auf Gas und Öl. In: Zeit Online. 24. Juli 2014, abgerufen am 6. Juni 2016.
4. ↑  Lisa Hegemann: Auswirkung der Russland-Sanktionen: „Russland schießt mit Kanonen auf Spatzen“. In: handelsblatt.com. 7. August 2014, abgerufen am 31. Januar 2024.
5. ↑  http://www.imf.org/external/datamapper/index.php
6. ↑  Geänderte Prognose: IWF sagt Russland 2017 Wirtschaftswachstum voraus. In: Spiegel Online. 13. Juli 2016, abgerufen am 10. Juni 2018.
7. ↑  , RBTH, 20. Juni 2017
8. ↑  http://bestsellingcarsblog.com/category/russia
9. ↑  Archivierte Kopie (Memento des Originals vom 10. Dezember 2015 im Internet Archive)  Info: Der Archivlink wurde automatisch eingesetzt und noch nicht geprüft. Bitte prüfe Original- und Archivlink gemäß Anleitung und entferne dann diesen Hinweis.
10. ↑  http://www.automobil-produktion.de/2015/03/russland-legt-sofortprogramm-ueber-167-mio-us-dollar-fuer-autobauer-auf
11. ↑  http://www.automobil-produktion.de/2015/08/toyota-stoppt-produktion-in-russland
12. ↑  "focus.de, Unternehmen fliehen aus dem Land: Russland geht mit dem Ölpreis unter"
13. ↑  Russland-Werk Vsevolozhsk: Ford stoppt vorübergehend die Bänder
14. ↑  http://www.auswaertiges-amt.de/DE/Aussenpolitik/Laender/Laenderinfos/RussischeFoederation/Wirtschaft_node.html